# Un detective in corsia
Un detective in corsia (Diagnosis: Murder) è una serie televisiva statunitense trasmessa dal 1993 al 2001 sul canale CBS. In Italia la serie è stata trasmessa dal 29 giugno 1998 al 2002 in prima TV su Canale 5.

## Trama
La serie è incentrata sul dr. Mark Sloan, un ex medico dell'esercito degli Stati Uniti che prestava servizio in un'unità MASH. Dopo la fine del suo servizio, il dr. Sloan è diventato un rinomato medico che lavora al Community General Hospital e si consulta con la polizia locale, e non può resistere a un buon mistero o a un amico bisognoso. I casi spesso coinvolgono suo figlio, il detective Steve Sloan, e Norman Briggs, un amministratore dell'ospedale e un suo caro amico. Ad assistere il dottor Sloan ci sono anche i suoi colleghi del Community General Hospital: il medico legale/patologa dr.ssa Amanda Bentley e il dr. Jack Stewart (nelle prime due stagioni), che viene successivamente sostituito dal dr. Jesse Travis.

## Episodi
| Stagione         | Episodi | Prima TV originale | Prima TV Italia |
| ---------------- | ------- | ------------------ | --------------- |
| Prima stagione   | 19      | 1993-1994          | 1998            |
| Seconda stagione | 22      | 1994-1995          | 1998            |
| Terza stagione   | 18      | 1995-1996          | 1998            |
| Quarta stagione  | 26      | 1996-1997          | 1998            |
| Quinta stagione  | 25      | 1997-1998          | 1999            |
| Sesta stagione   | 22      | 1998-1999          | 1999            |
| Settima stagione | 24      | 1999-2000          | 2002            |
| Ottava stagione  | 22      | 2000-2001          | 2002            |

## Cast
- Dottor Mark Sloan (stagioni 1-8) è il direttore di medicina interna al Community General Hospital e protagonista della serie. Brillante, tenace, compassionevole, distinto e talvolta giocoso, aiuta spesso suo figlio, poliziotto, a risolvere casi di omicidi diventando così medico consulente per il dipartimento di polizia. Ha uno spiccatissimo senso della logica, una volontà di ferro e una passione per i racconti su Sherlock Holmes.
- Detective Steve Sloan (stagioni 1-8) è figlio del dottor Mark Sloan e un detective di polizia, divenuto poi tenente impiegato nel reparto omicidi del dipartimento di polizia di Los Angeles. Da quando un terremoto ha raso al suolo il suo appartamento vive nella casa del padre, una villa in riva al mare a Malibu. Intelligente, cauto, responsabile e romantico con le donne, ha anche avuto più di una relazione amorosa durante la serie.
- Dottoressa Amanda Bentley (stagioni 1-8) è la patologa del Community General che spesso aiuta i due protagonisti a risolvere i casi di omicidi. Nella serie uscirà con Jack e diventerà la migliore amica di Jesse, sposerà un militare da cui avrà un figlio e infine ne adotterà un altro di nome Deon. Unico personaggio femminile della serie veramente di rilievo, è una donna sarcastica ma affidabile e dalla natura segretamente sensibile.
- Dottor Jack Stewart (stagioni 1-2) è il migliore amico di Steve che spesso aiuta. Lascerà Los Angeles per aprire il proprio studio medico in Colorado.
- Dottor Jesse Travis (stagioni 3-8) è un ottimo dottore e studente preso sotto l'ala del dottor Sloan, nonché il migliore amico di Amanda, che spesso aiuta a risolvere i casi di omicidio. Pieno di energia e talvolta ironico, è uno dei personaggi più longevi della serie. Ha anche una fidanzata che lavora come infermiera e un padre che ha lavorato come agente per la CIA.

## Distribuzione

### Home video
Lista delle uscite dei DVD di Un detective in corsia:
| Nome del cofanetto | Date di uscita    | Date di uscita    | Date di uscita |
| Nome del cofanetto | U.S.A.            | Italia            |                |
| Prima stagione     | 12 settembre 2006 | 19 maggio 2009    |                |
| Seconda stagione   | 12 giugno 2007    | 1º settembre 2009 |                |
| Terza stagione     | 4 dicembre 2007   | 1º dicembre 2009  |                |
| Quarta stagione    | 16 dicembre 2008  | 2 marzo 2010      |                |
| Quinta stagione    | 16 giugno 2009    | 1º giugno 2010    |                |
| Sesta stagione     | 15 dicembre 2009  | 5 ottobre 2010    |                |
| Settima stagione   | 15 giugno 2010    | 1º febbraio 2011  |                |
| Ottava stagione    | 14 dicembre 2010  | 31 maggio 2011    |                |

## Film TV
La serie è stata preceduta da tre film TV, mentre dopo la chiusura della serie sono stati prodotti altri due film TV:
- Diagnosi di un delitto (Diagnosis of Murder) (5 gennaio 1992)
- The House on Sycamore Street (1º maggio 1992) – mai trasmesso in Italia
- A Twist of the Knife (13 febbraio 1993) – mai trasmesso in Italia
- Town Without Pity (6 febbraio 2002) – mai trasmesso in Italia
- Without Warning (26 aprile 2002) – mai trasmesso in Italia

## Curiosità
Dick Van Dyke e Barry Van Dyke, che interpretano padre e figlio, lo sono anche nella realtà.
L'attrice Barbara Bain aveva ripreso il ruolo di Cinnamon Carter nel 10º episodio della quinta stagione della serie intitolato Fuori Gioco (in originale Discards). L'attrice aveva già interpretato il personaggio nella famosa serie spionistica Missione impossibile.

## Riconoscimenti
- 1996 - Premio Emmy
  - Candidatura - Miglior colonna sonora in una serie TV a Dick DeBenedictis per l'episodio Cronaca di un delitto
- 1996 - Young Artist Award
  - Candidatura - Miglior performance di un'attrice sotto i 10 anni in una serie TV a Danielle Keaton
- 1996 - NAACP Image Awards
  - Candidatura - Miglior attrice non protagonista in una serie drammatica a Victoria Rowell
- 1999 - NAACP Image Awards
  - Candidatura - Miglior attrice non protagonista in una serie drammatica a Victoria Rowell
- 2000 - NAACP Image Awards
  - Candidatura - Miglior attrice non protagonista in una serie drammatica a Victoria Rowell